# Macrelaps microlepidotus
Macrelaps microlepidotus is een giftige slang uit de familie Atractaspididae.

## Naam en indeling
De wetenschappelijke naam van de soort werd voor het eerst voorgesteld door Albert Günther in 1860. Oorspronkelijk werd de wetenschappelijke naam Uriechis microlepidotus gebruikt. Het is de enige soort uit het monotypische geslacht Macrelaps, dat in 1896 werd beschreven door George Albert Boulenger.

## Uiterlijke kenmerken
De slang heeft een donkere tot bijna zwarte kleur met een lichtere buikzijde. De kop is niet duidelijk te onderscheiden van het lichaam door het ontbreken van een duidelijke insnoering. De slang heeft 25 tot 27 rijen schubben in de lengte op het midden van het lichaam en onder de staart zijn 35 tot 50 schubben aanwezig. Het anaalschild is enkelvoudig, waardoor de slang te onderscheiden is met de gelijkende soorten uit het geslacht Amblyodipsas.

## Levenswijze
Macrelaps microlepidotus is een bodembewoner die in de strooisellaag leeft of in holen van andere dieren. Op het menu staan kleine ongewervelde dieren zoals hagedissen en kikkers, daarnaast wordt ook wel aas gegeten, wat uitzonderlijk is voor slangen.

## Verspreiding en habitat
De soort komt voor in delen van Afrika en leeft endemisch in Zuid-Afrika en komt hier voor in KwaZoeloe-Natal en de Kaapprovincie. De habitat bestaat uit vochtige tropische en subtropische bossen, droge tropische en subtropische bossen, savannen, scrublands en graslanden. De soort is aangetroffen van zeeniveau tot op een hoogte van ongeveer 1300 meter boven zeeniveau.

## Beschermingsstatus
Door de internationale natuurbeschermingsorganisatie IUCN is de beschermingsstatus 'veilig' toegewezen (Least Concern of LC).